# Adidas

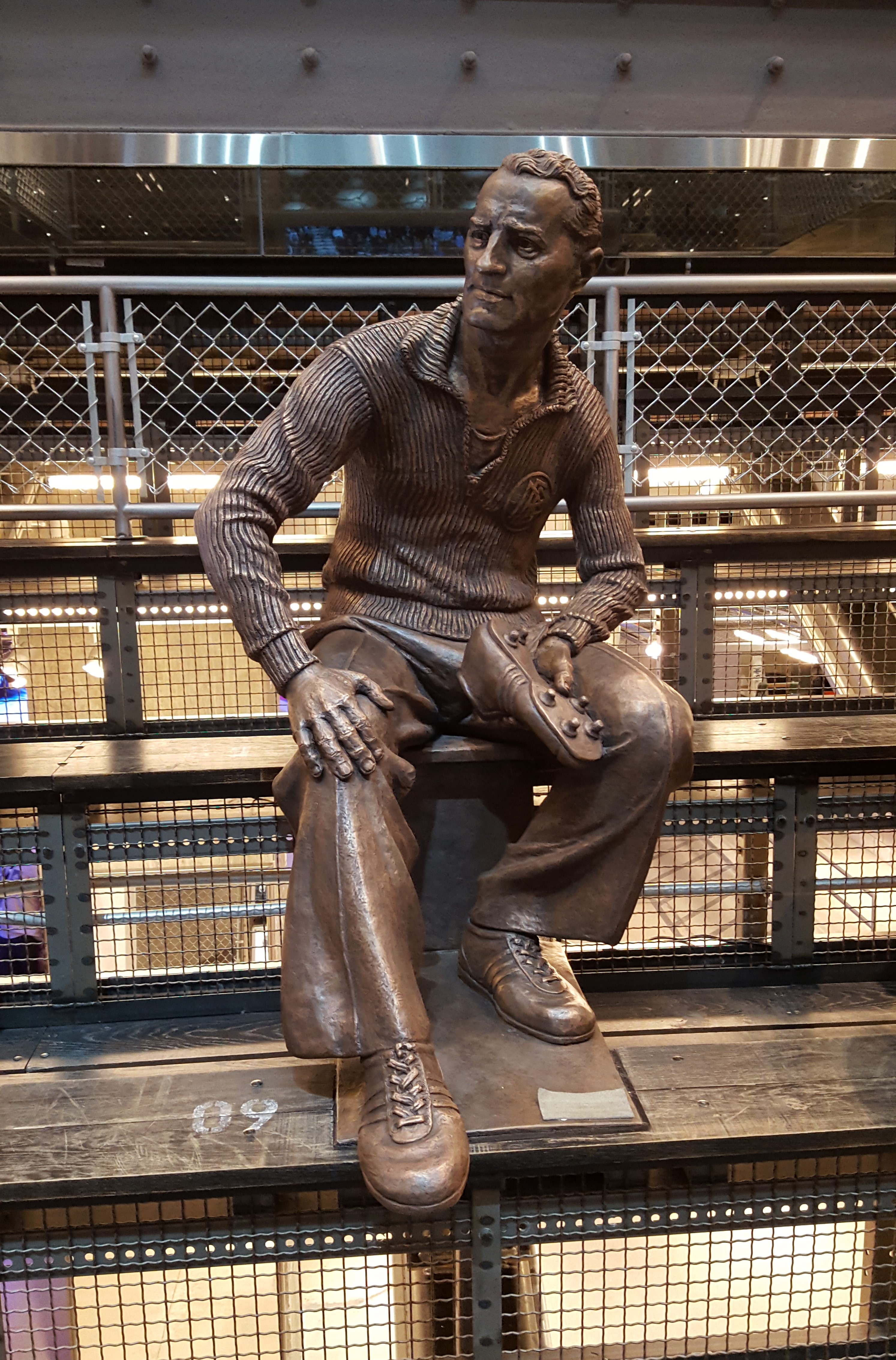
Estatua de Adolf Dassler, realizada por el escultor Josef Tabachnyk en Nueva York.

Adidas AG (pronunciado /ˈadidas/ (escucharⓘ); estilizado adidas, con minúsculas, desde 1949) es una compañía multinacional alemana fundada en 1949, con sede en Herzogenaurach, ciudad ubicada en Baviera. Se dedica a la fabricación de equipamiento deportivo y productos de moda (bolsos, camisas, tenis, gafas, etc.). La empresa también es patrocinadora de eventos y figuras deportivas a nivel mundial. Es el primer mayor fabricante del sector en el mundo.
Sus ingresos superan los 14 534 millones de dólares estadounidenses y cuenta en su nómina a un total de aproximadamente 60 000 empleados. La marca tiene un valor de 6 800 millones de dólares estadounidenses, lo que la convierte en la segunda marca más valiosa entre las corporaciones deportivas después de Nike.

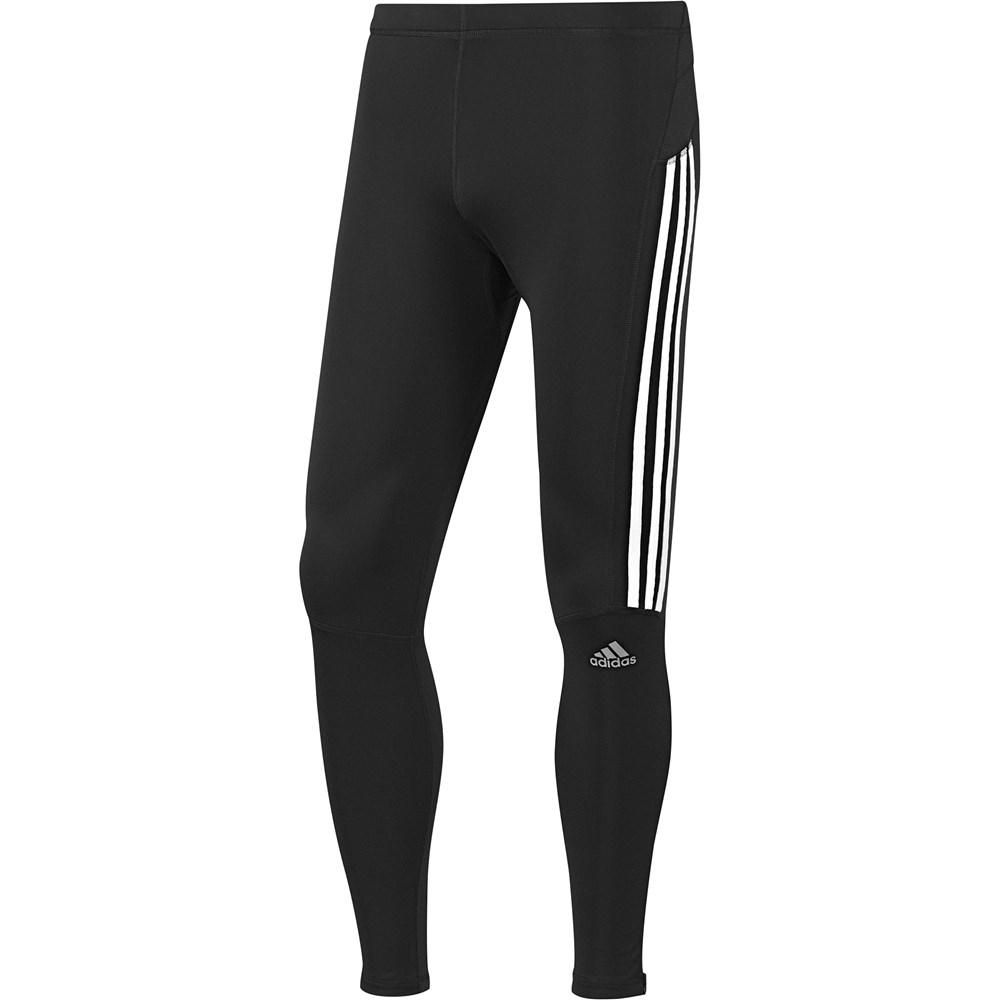
Mallas masculinas de Adidas.

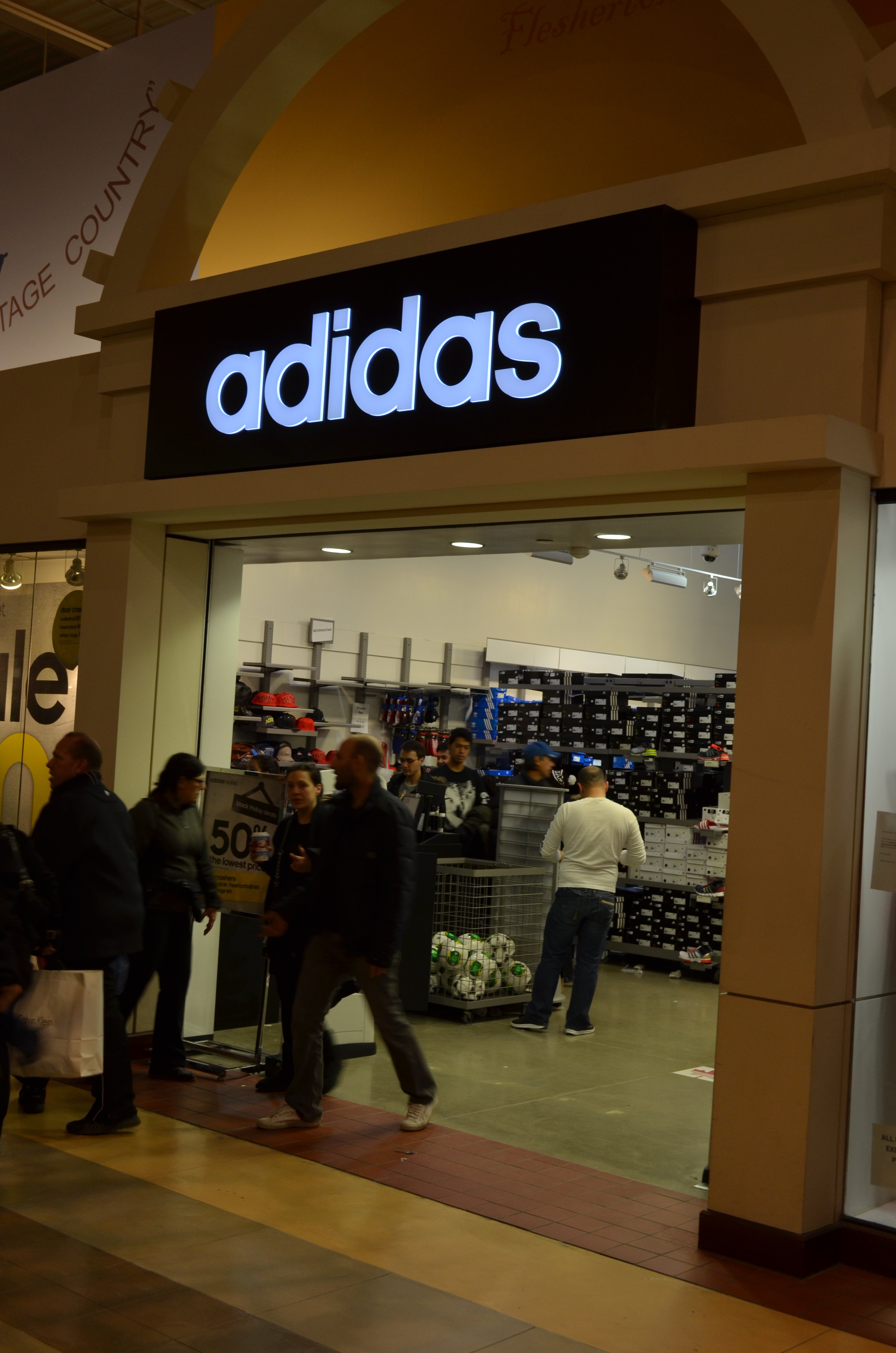
Tienda de Adidas en Vaughan Mills, Canadá.

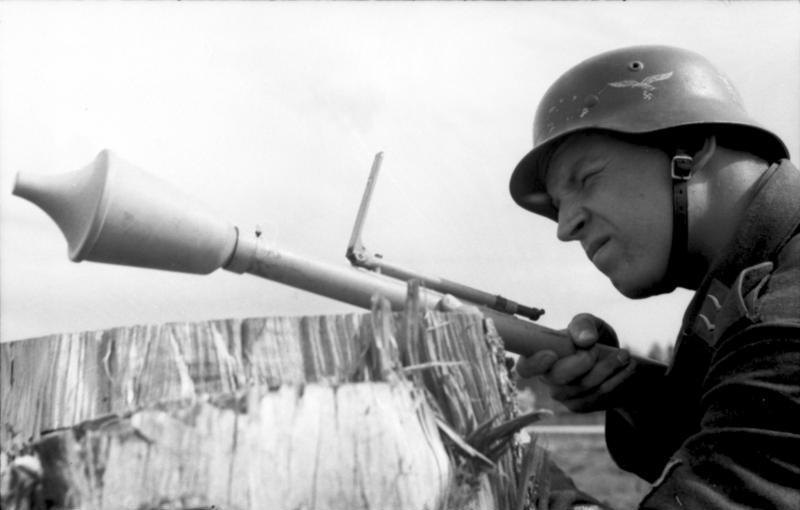
Soldado alemán con el arma antitanque Panzerfaust que era ensamblada en la fábrica de Gebrüder Dassler Schuhfabrik, en Herzogenaurach, durante la Segunda Guerra Mundial.

## Inicios

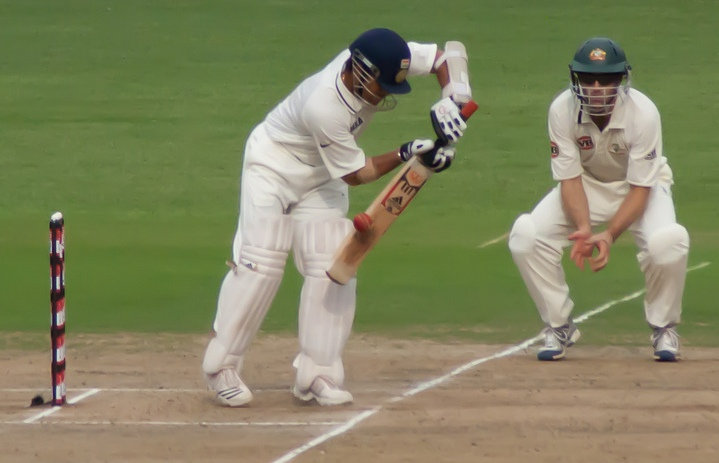
El jugador de cricket indio Sachin Tendulkar, golpeando con su bate de críquet personalizado de Adidas.

La empresa Adidas, fundada en enero de 1949, tiene sus orígenes en las empresas previas de la familia Dassler: la llamada «Gebrüder Dassler Schuhfabrik», fundada a principios de la década de 1920 en Alemania por Adolf "Adi" Dassler ("Adi-das") junto con su hermano Rudolf Dassler. Confeccionaban zapatillas y pantuflas sin marca adquirida, y también calzado con clavos para deportistas. Adi era el artista introvertido y Rudi el encargado de relaciones públicas. Ambos lograron colocar sus productos en el equipo alemán de atletismo. Pero el golpe maestro fue fichar a Jesse Owens, el atleta que deslumbró en los Juegos Olímpicos de Berlín 1936. Ese año, Dassler persuadió al velocista estadounidense para usar sus clavos hechos a mano en los Juegos Olímpicos. Después de las cuatro medallas de oro de Owens, el nombre y la reputación de los zapatos Dassler se hicieron conocidos por los deportistas del mundo y sus entrenadores. Los negocios tuvieron éxito y los Dassler vendían 200 000 pares de zapatos cada año antes de la Segunda Guerra Mundial.

### Durante la guerra
Durante la Segunda Guerra Mundial, la fábrica se transformó, como muchas otras, en proveedora de la Wehrmacht. Aparte de botas militares, produjeron el Panzerfaust, el lanzagranadas alemán. Rudi fue movilizado, mientras que Adi permaneció en Alemania. Durante la ocupación estadounidense el negocio volvió a prosperar, gracias a la devoción de estos por el deporte. Fue entonces cuando llamaron a Adi a explicar sus conexiones con el Partido Nazi y las Waffen SS, convenciéndose de que su hermano lo había delatado.

### Escisión
Rudolf Dassler fundó su propia fábrica, PUMA AG, en 1948. Como consecuencia, Adi Dassler tomó el control de la empresa y decidió rebautizar la firma como «adidas», la cual fue registrada legalmente el 18 de agosto de 1949, bajo el nombre de Adidas AG. El nombre de la empresa procede del nombre de su fundador, Adi, diminutivo de Adolf, y das, primera sílaba del apellido.
A partir de ese momento, Adolf Dassler tuvo como prioridad el que su firma fuese la primera en entablar una estrecha relación con el mundo deportivo en sus variadas disciplinas con el objetivo de desarrollar mejores productos. Al mismo tiempo fue pionero en usar a estrellas deportivas para publicitar sus productos. Junto a su hijo Horst logró crear un imperio que tuvo su apogeo hasta finales de los 80.

### Proveedor oficial de la FIFA
En 1963 Adidas pretende agrandar su negocio y ampliarlo ofreciendo balones de fútbol. Desde 1970, Adidas es el patrocinador, proveedor y titular oficial de la Copa Mundial de Fútbol. En este evento, Adidas se encarga de proveer los balones y la vestimenta de los árbitros, árbitros asistentes y recogepelotas. El 19 de enero de 2005, Adidas Group anunció una extensión de la sociedad entre la compañía textil y la FIFA, ganando los derechos del evento de 2010 y 2014. Más tarde, en noviembre de 2013, la marca y FIFA confirmaron que su alianza seguirá hasta 2030.

### Crisis

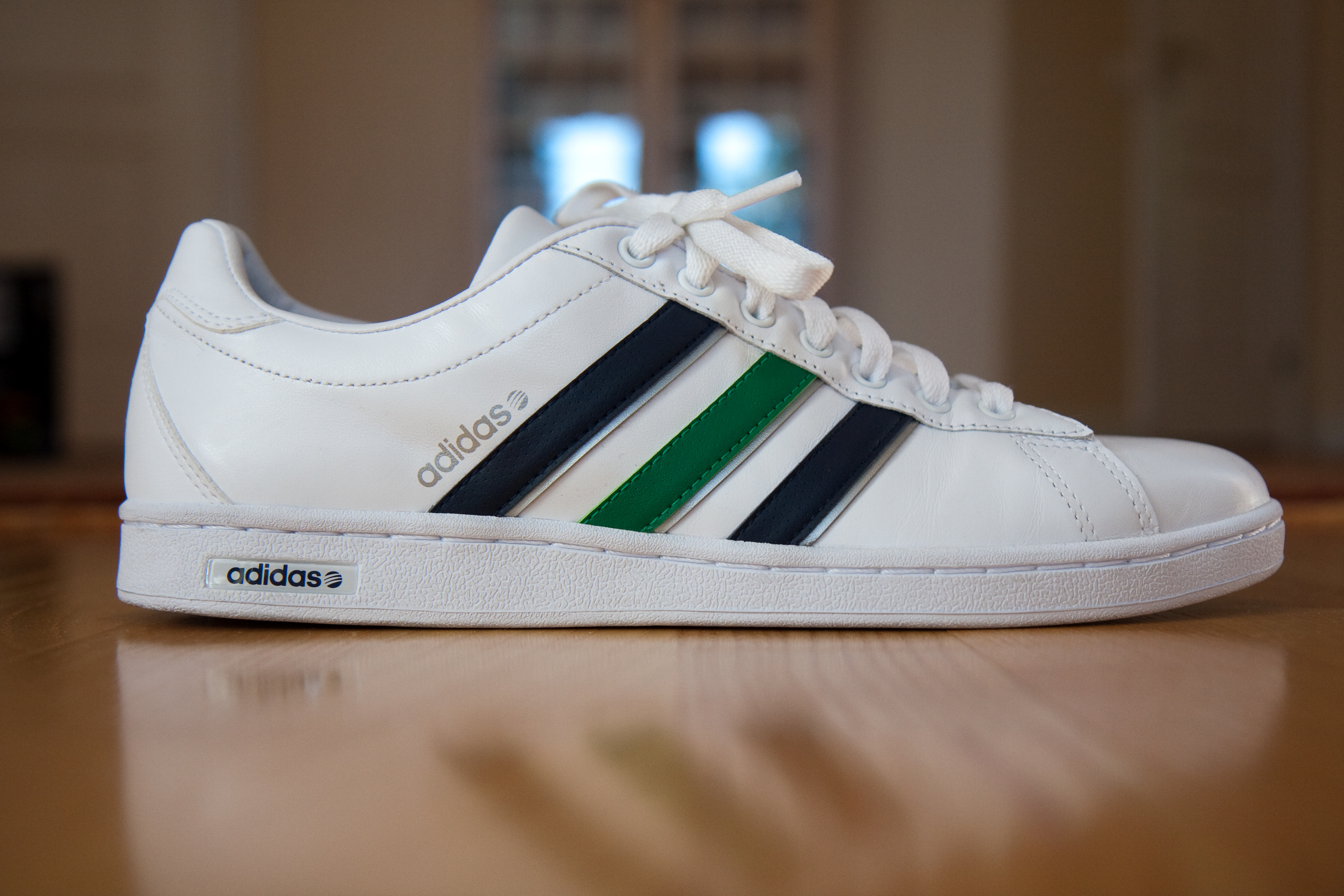
Un zapato «Stan Smith» estilo Adidas, con las tres barras paralelas de la compañía

En 1987, Horst Dassler, quien había tomado las riendas de la empresa tras la muerte de su padre, muere a la edad de 51 años. Con este acontecimiento, la firma atravesó por su periodo más crítico, marcado principalmente por la intensa competencia, especialmente de la firma estadounidense Nike, y por la administración de Bernard Tapie, caracterizada por los escándalos financieros.

### Resurgimiento y actualidad

El trébol de Adidas, logo original hasta 1997 ahora se utiliza en Adidas Originals.

En la década de 1990, Adidas causó admiración con el jersey para la selección de fútbol de Alemania (el que usaron para el Mundial Estados Unidos 94), ya que este tenía como principal detalle unos rombos de vistosos colores. Entonces, este mismo diseño fue usado para el Club América de México de 1994 y después en 1996 para el Club River Plate en el Torneo de Apertura 1996 de Argentina que resultó campeón, siendo uno de los mejores trabajos de Adidas en cuanto al fútbol.[cita requerida]
Como CEO de la empresa, Robert Louis-Dreyfus logra reestructurar la compañía. En 1997, Adidas AG adquirió al fabricante francés de equipos de esquí Salomon Group, cambiando su nombre corporativo a Adidas-Salomon AG. Dicha compra incluyó la marca de palos de golf TaylorMade.
En 2001, Herbert Hainer asume el cargo de CEO de la empresa. En el mismo año, Adidas creó una marca para golf, llamada «Golf SwinMariBall», en la que se une con una marca llamada «AlGolf» (que son del mismo creador). Luego de esa campaña, Adidas siguió creando ropa para el golf, pero más tarde las empresas con las que se había aliado Adidas (Golf SwinMariBall y AlGolf) quedaron convertidas en Adidas.

### Colaboraciones
Adidas ha realizado colaboraciones con marcas, artistas, diseñadores, y deportistas. Destacan:
Empresas como Disney, 3M, han realizado múltiples trabajos en asocio. De las colaboraciones más destacadas incluyen a Kanye West, con su línea Yeezy, y diseñadores como Alexander McQueen, Yohji Yamamoto, Alexander Wang. También han trabajado con marcas de lujo como Prada, Gucci y artistas y diseñadores como Pusha T, Beyoncé, Bad Bunny, Hideaki Yoshihara, Yukiko Ode, Jonah Hill, Karlie Kloss, Kerwin Frost, Kid Cudi, Lotta Volkova, Paolina Russo, Pharrell Williams entre otros. En el ámbito deportivo, se han asociado con figuras como Lionel Messi y la NBA.
En septiembre de 2004, Adidas reclutó a la diseñadora inglesa Stella Mc Cartney, alianza en la que la marca se acerca a la alta costura con la línea «Adidas by Stella McCartney». Ese mismo año se lanzó la primera zapatilla deportiva con microprocesador, la Adidas 1, fruto de más de 20 años de desarrollo. Fue un negocio muy lucrativo para la fábrica, ya que más de 10.000 deportistas lo compraron.
El 3 de mayo de 2005, Adidas anunció públicamente la venta de la compañía Salomon Group por 485.000.000 € a la compañía Amer Sports de Finlandia. En agosto de 2005, Adidas declaró su intención de comprar a su rival Reebok por 3100 millones de dólares. Tras llevar a cabo la operación, la compra de Reebok permite reforzar la posición de la compañía en Estados Unidos y acercarse más a Nike.
El 11 de abril de 2006, Adidas anunció un acuerdo por once años para ser proveedor del vestuario oficial de la NBA. También firmó un contrato con distintos jugadores famosos de la NBA, entre los más destacados Derrick Rose, Kevin Garnett, Tim Duncan, Jrue Holiday, Tracy McGrady y Dwight Howard.
El 1 de octubre de 2016, el danés Kasper Rørsted reemplazó a Herbert Hainer en la dirección de Adidas.
En agosto de 2022 sacaron a la venta unos auriculares inalámbricos "RPT-02 SOL" con una batería prácticamente infinita. Esto es posible gracias a su tecnología Powerfoyle, que es capaz de transformar cualquier tipo de luz (natural o artificial) en energía que será utilizada para rellenar su batería.

## Estilos de ropa
La marca está dividida en 6 estilos de ropa:

### Adidas Originals
Es una línea de ropa deportiva casual, la línea heredada de la marca alemana de ropa deportiva Adidas especializada en zapatos, camisas, abrigos, bolsos, gafas de sol y otras prendas de accesorios.

### Adidas Performance
Firma dedicada a toda clase de indumentaria deportiva (camisetas, medias, botines, pelotas, etc.). El logo está formado por tres tiras verticales que van de descendente a ascendente. Esta división reemplazó a Adidas Originals como logo para la indumentaria deportiva, aunque también se ven algunas prendas de vestir con este mismo logo.

### Adidas Style
Firma surgida de la combinación entre Adidas Originals y Adidas Performance. El logo está formado por tres tiras horizontales.

### Adidas Golf
Firma dedicada a toda clase de ropa para este deporte (bermudas, pantalones, camisetas, zapatos, medias, pelotas, etc.).
Esta división cuenta con distintos diseños de prendas y calzados de reconocidos diseñadores, como Stella McCartney, Jeremy Scott o Mariale Scott, y otros diseños exclusivos, como los que realiza para la marca automovilística Porsche.

### Adidas 1
Firma dedicada a ropa, calzado y accesorios que también cuenta con distintos diseñadores tales como Selena Gomez, entre otros.

### Adidas Skateboarding
Firma dedicada a zapatillas específicas para el skateboard. El logo es el símbolo de Adidas Originals con la palabra «skateboarding» debajo.

### "Casual"
Aunque Adidas es una marca predominantemente de Sport, también hay productos "Casual" como algunas chaquetas de invierno, botines, polo, etc.

## Datos financieros
| Año                                  | 2008 | 2009 | 2010 | 2011 | 2012   |
| ------------------------------------ | ---- | ---- | ---- | ---- | ------ |
| Importe neto de la cifra de negocios | 6523 | 6266 | 6478 | 6636 | 10 084 |
| EBITDA                               | 532  | 627  | 725  | 818  | 1098   |
| Resultado Neto                       | 208  | 260  | 314  | 382  | 483    |
| Deuda                                | 1498 | 946  | 594  | 551  | 2231   |